# Strogeel muurspoorbolletje
Het strogeel muurspoorbolletje (Pleospora straminis) is een schimmel behorend tot de familie Pleosporaceae. Hij leeft saprotroof op grasachtigen.

## Verspreiding
In Nederland komt het strogeel muurspoorbolletje uiterst zeldzaam voor.